# Ibson Pereira de Melo
Ibson Pereira de Melo (* 8. Oktober 1989 in Recife), auch Ibson Melo genannt, ist ein brasilianischer Fußballspieler. 

## Karriere
Seinen ersten Vertrag unterschrieb Ibons Melo 2014 beim brasilianischen Verein ACD Potiguar in Mossoró. Im gleichen Jahr wechselte er nach Zypern. Über die Stationen Ethnikos Achnas, Ayia Napa FC, Paphos FC und Ermis Aradippou gelangte er 2017 zum portugiesischen Club Marítimo Funchal, der auf der Insel Madeira beheimatet ist. 2019 verließ er Portugal und wechselte nach Thailand. Hier unterschrieb er einen Vertrag beim Erstligisten Samut Prakan City FC in Samut Prakan. Nach 29 Erstligaspielen und 15 Toren wechselte er 2020 zum Ligakonkurrenten Sukhothai FC nach Sukhothai. Ende der Saison 2020/21 musste er mit Sukhothai den Weg in die zweite Liga antreten. Für Sukhothai absolvierte er 27 Erstligaspiele und schoss dabei zehn Tore. Nach dem Abstieg verließ er Sukhothai und wechselte nach Khon Kaen zum Erstligaaufsteiger Khon Kaen United FC. Nach insgesamt 54 Ligaspielen, in denen er 21 Tore erzielte, wurde sein Vertrag im Sommer 2023 nicht verlängert. Im Juli 2023 ging er nach Indien, wo er sich dem NorthEast United FC anschloss. Mit dem Fußball-Franchise aus Guwahati spielt er in der ersten Liga, der Indian Super League. Nach neun Ligaspielen kehrte er Anfang Januar 2024 nach Brasilien zurück. Hier schloss er sich bis Juni in Palmeira dos Índios dem Clube Sociedade Esportiva an. Im Juni 2024 kehrte er nach Thailand zurück, wo er einen Vertrag beim Zweitligaaufsteiger Mahasarakham FC in Maha Sarakham unterschrieb. Nach 16 Ligaspielen, in denen er vier Treffer erzielte, wurde sein Vertrag im Dezember 2024 aufgelöst.

## Sonstiges
Ibson Melo ist der Bruder von Wildson Índio.